# 因州いなば節
因州いなば節（いんしゅういなばぶし）は、幕末の流行歌である。明治初年までうたわれた。本調子。宴席でこれに合せて踊った。

## 概略
もとうたは、万延元年の「色葉韻歌沢大全」にもあるが、男性を初めて知った感想を歌う歌詞は卑猥であるとされる。
その「因州いなばの鳥取川の　しかも大道のまん中で　娘が三人出逢うて　先なる娘が十六で　中なる娘は十七で　あとなる娘は十八で　先なる娘が云ふことにや　はじめて殿御とねたよさは　三つ目のきりでもむがごと　きりりきりりと痛とごんす　中なる娘の云ふことにや　はじめて殿御と寝たよさは　朝倉山椒をかむがごと　ひりりひりりとようごんす　あとなる娘が云ふことにや　はじめて殿御とねたよさは　麦飯とろろを吸ふがごと　とろりとろりとようごんす」
という形式は、流行歌史上大きな影響をおよぼした。
文久2年刊の「粋の懐」にもその替え歌があり、関東、関西でおこなわれた。
明治維新のときの替え歌、明治22年ころの再流行の開化因州いなば節など、いずれも風刺的な歌である。
もとは因幡地方の童謡からでたのであろうという。